# Baza Lotnicza Bassatine
Baza Lotnicza Bassatine (IATA: MEK, ICAO: GMFM) – wojskowy port lotniczy położony w Meknesie, w regionie Meknes-Tafilalt, w Maroku.